# Iàsnoie (Sakhalín)
|  | Per a altres significats, vegeu «Iàsnoie». |

Iàsnoie (en rus: Ясное) és un poble de l'óblast de Sakhalín, a Rússia, el 2013 tenia 1.111 habitants. Pertany al districte municipal de Tímovskoie.